# World Women’s Snooker
World Women’s Snooker – światowe stowarzyszenie kobiecego snookera, które zostało założone przez organizację nadrzędną World Professional Billiards & Snooker Association (WPBSA) 29 listopada 2018. Powstało na bazie stowarzyszeń World Ladies Billiards & Snooker (WLBS, od 5 grudnia 2015) i World Ladies Billiards & Snooker Association (WLBSA, do 2015), które zostały założone w Londynie w 1981. Sekcja kobieca bilarda angielskiego stała się częścią World Billiards .

## Historia
Kobiecy snooker i bilard były zarządzane Women’s Billiards Association (WBA) utworzone w 1931. jednak ostatnie mistrzostwa zorganizowane przez tę organizację odbyły się w 1950.
Women’s Billiards & Snooker Association (WBSA) powstało w 1976 a w 1978 Wally West, właściel klubu snookerowego i zdobywca najwyższego ówczesnego breaka 151, został sekretarzem stowarzyszenia. Zorganizowało ono Women’s World Open 1976. Kolejnymi turniejami były mistrzostwa świata kobiet w snookerze w 1980 i 1981.
W 1981 wiodąca snookerzystka Mandy Fisher stworzyła World Ladies Billiards and Snooker Association (WLBSA). Pierwsze mistrzostwa pod egidą nowej organizacji zorganizowano w Leeds w marcu 1982.
W 2015 WLBSA zostało zrestrukturyzowane i stało się częścią World Professional Billiards and Snooker Association a w 2017 członkiem World Snooker Federation. W latach 2025-2018 działało jako World Ladies Billiards and Snooker by następnie przyjąć obecną nazwę.
Od 2021 turnieje World Women’s Tour stały się ścieżką kwalikującą do profesjonalnego World Snooker Tour a pierwszymi zawodniczkami, które dołączyły do grona zawodowców były Reanne Evans i Ng On Yee.